# Redő Ferenc

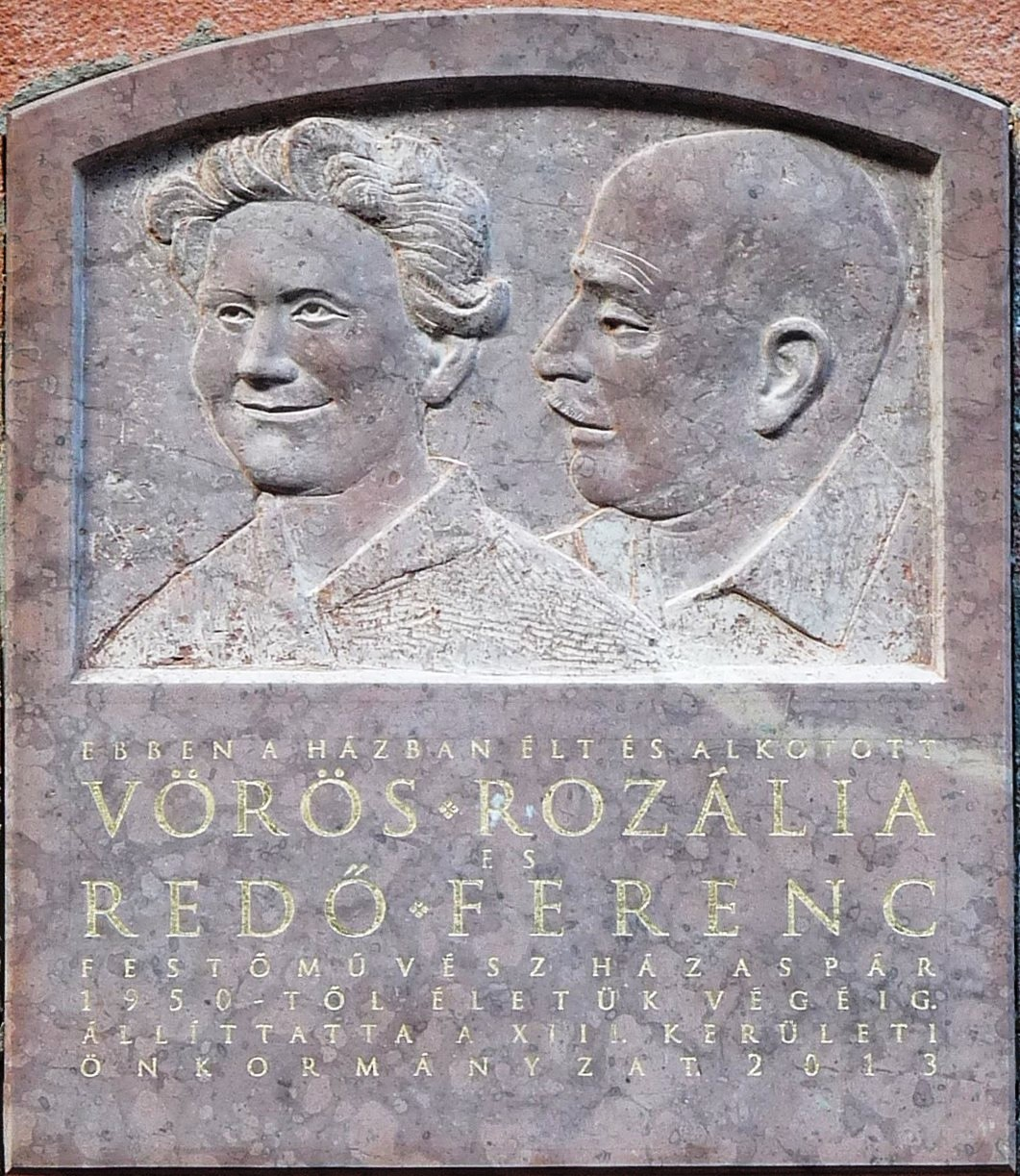
Emléktáblája Angyalföldön

Redő Ferenc (Budapest, 1913. augusztus 29. – Budapest, 2012. október 1.) magyar festőművész.

## Pályája
Redő Ferenc budapesti izraelita polgári család negyedik gyermekeként született. Szülei: Redő Ignác és Pollák Leona. Legidősebb bátyja születése előtt meghalt, édesapja akkor, amikor ő hatéves volt. Anyja egyedül nevelte a három gyereket. Már a gimnáziumban eldöntötte, hogy festőművész lesz, de az érettségi után anyja ösztönzésére mégis a jogi karra iratkozott be. A jogi tanulmányok helyett azonban inkább, múzeumokat, képzőművészeti kiállításokat látogatott. Festészeti tanulmányait 1932-ben Aba-Novák Vilmos szabadiskolájában kezdte meg. Itt tanítottt még Iványi-Grünwald Béla és olykor Berény Róbert, valamint Pátzay Pál is. A mesterek közül felfogása Aba-Novákéhoz állt legközelebb. Mindazonáltal hatással volt rá Iványi-Grünwald és Berény Róbert munkássága is. Redő a tanult ismereteket oly módon ötvözte saját művészi világába, amely egyedi megjelenést biztosított számára.
A festészet mellett maradandó alkotásokat hozott létre a linómetszés, a batikolás, majd – 1960-tól – a gobelinkészítés műfajában, de munkásságát végigkísérte a rajz és a grafika is. Gazdag, erőteljes színkombinációk, ironikus vonalak jellemzik művészetét. A világháború után feleségével úgy döntöttek, hogy a kulturális élet területén vállal szerepet: 1949-ben kinevezték a minisztérium Képzőművészeti Osztályának élére, majd 1952 és 1954 között a Szépművészeti Múzeum főigazgatójaként, 1954–60 között pedig az Iparművészeti Főiskola tanáraként dolgozott. A festészettel 1952-től kezdett ismét intenzívebben foglalkozni, de eleinte csak rajzolt, majd rátalált a textilfestés sajátos műfajára, a batikra. Később, 1960-tól – Hincz Gyula javaslatára – feleségével együtt gobelintervezéssel is foglalkozott. Ezt a technikát élete hátralévő részében folyamatosan művelte, és számos jelentős, nagyméretű kárpitja (Szántó Kovács János, Operett, Döntés előtt, Prométheus stb.) került a legkülönbözőbb intézmények, múzeumok, hazai és külföldi gyűjtők tulajdonába.

## Kiállításai
Több egyéni kiállítása és feleségével közös tárlata volt nemcsak itthon, de külföldön, így Párizsban, Helsinkiben, Moszkvában, sőt a tengerentúlon is. Műveit a Nemzeti Galéria, az Iparművészeti Múzeum és számos közintézmény őrzi.

## Családja és magánélete
Feleségével, Vörös (Eisler) Rozália (1919–1992) festőművésszel Aba-Novák iskolájában ismerkedett meg. 1936-ban kötött házasságukból leány (Katalin) és egy fiú (Ferenc) született; az ifjabb Redő Ferenc (1945–) neves régész, a római kori Pannonia provincia avatott szakértője, az MTA Régészeti Intézetének tudományos főmunkatársa. Id. Redő Ferenc közel 60 éven át élt és alkotott az újlipótvárosi Csanády utcában lévő műteremlakásukban, ahol rendszeresek voltak házi tárlatai is. 2005-ben a XIII. kerület díszpolgára lett. A 100. életévében elhunyt művészt másik kedves tartózkodási helyén, Leányfalun helyezték örök nyugalomra.

## Elismerések
- Érdemes művész
- Kiváló művész
- Budapest XIII. kerületének díszpolgára